# Haliplus variegatus
Haliplus variegatus ist ein Käfer aus der Familie der Wassertreter (Haliplidae). 

## Merkmale
Die Käfer erreichen eine Körperlänge von 3 bis 3,5 Millimetern und sind damit etwas kleiner als der ähnliche Haliplus fulvus. Ihr Körper ist rotgelb gefärbt. Die Deckflügel besitzen kräftige Punktreihen, die Zwischenräume sind mit feinen Punkten versehen. Sie tragen zudem kurze Flecken, die teilweise schräg verlaufen. Auch die Epipleuren tragen eine Reihe von groben Punkten. Die Flügeldeckennaht ist zumindest teilweise geschwärzt, zwischen der Naht und den länglichen Flecken verläuft anders als bei der ähnlichen Art kein fleckfreier Streifen, sondern die Flecken grenzen direkt an die Naht an. Der Kopf der Tiere ist klein und geringfügig schmäler als die halbe Halsschildbasis. Der Halsschild besitzt basal keine Längsstrichel, ist am Vorderrand mittig rund vorgezogen und an den Seiten neben den Vorderwinkeln, die wenig hervortreten, ausgebuchtet.

## Vorkommen und Lebensweise
Die Art ist in fast ganz Europa, Syrien, Kleinasien und Nordafrika verbreitet. Sie ist in Mitteleuropa selten. Die Tiere leben in sauberen, stehenden und langsam fließenden Gewässern.